# 高野志津
髙野 志津（たかの しず）は、宮城県仙台市出身のフリーアナウンサー。「食」に関する仕事もしている。

## 来歴・人物
- 大学卒業後、静岡エフエム放送（K-MIX）に入社し、アナウンサーとしての活動を開始。退社後仙台に戻り、フリーランスとなる。
- 当初はFMのアナウンサーだったということもあり、Date fmのパーソナリティとして活躍した。
- 転機はプロ野球球団「東北楽天ゴールデンイーグルス」の誕生だった。参入初年の2005年、本拠地・クリネックススタジアム宮城（現：楽天Koboスタジアム宮城）でスタジアムDJとしての活動を開始。
- それにとどまらず、あるふとした疑問をきっかけにして、球場の外周にお菓子の街『SWEETS TOWN』もプロデュース、女性向けの企画として大ヒットさせた。
- 2007年には、プロ野球オールスターゲーム第2戦でセントラル・リーグサイドの場内アナウンスという大役を務めたが、この年限りで引退。当時この引退は地元紙でも大きく取り上げられた。
- 翌2008年6月、お菓子好きが高じて渡仏。パリにある菓子作りの名門校「ル・コルドン・ブルー・パリ校」に留学し、その後ショコラの巨匠ジャック・ジュナン（en:Jacques Genin）のもとでフランス菓子を学ぶ。
- 2010年4月まで滞在し帰国後は、食に関する仕事にも手を広げ、9月には農林水産省から「食のオフィシエ」に任命された。
- 3度目の大きな転機は2011年の東日本大震災であった。地元で被災したが、日本音楽事業者協会主催「演歌キャラバン隊」の司会として、北島三郎、五木ひろし、都はるみらと被災地を訪れるなど、復興支援に向けた活動を展開。
- 9月には日本フードアナリスト協会から「2012年度　食のなでしこ」に任命された。
- 2012年、ラジオの強化を打ち出したNHK仙台放送局に採用され（契約キャスターとして列挙されてはいるものの、実際には専属ではなく番組出演のタレントとしての扱いであり、フリーアナウンサーとしての活動は並行して続けている。）、夕方の帯番組『ゴジだっちゃ!』の司会を務めた。
- 2014年、NHK仙台放送局との契約満了。その後フランスに移住。現在パリ在住。

## 主な出演番組
Date fm
- Morning Junction Wonder J - 月・火パーソナリティ（ - 2008年3月）
- ぐるめクリック（金曜日）
- SMILE FOR MIYAGI（震災復興番組、NHK起用後も出演継続）

NHK
- ゴジだっちゃ!（2012年4月 - 2014年3月）

スタジアムDJ
- 東北楽天ゴールデンイーグルス フルキャストスタジアム宮城 - 初代・スタジアムDJ（2005年 - 2007年）